# Schwarzwald-Baar-Kreis
De Schwarzwald-Baar-Kreis is een landkreis in de Duitse deelstaat Baden-Württemberg. Op 31 december 2020 telde de landkreis 212.872 inwoners op een oppervlakte van 1.025,24 km². Kreisstadt is de stad Villingen-Schwenningen.

## Steden en gemeenten
Steden
1. Bad Dürrheim
2. Blumberg
3. Bräunlingen
4. Donaueschingen
5. Furtwangen im Schwarzwald
6. Hüfingen
7. St. Georgen im Schwarzwald
8. Triberg im Schwarzwald
9. Villingen-Schwenningen
10. Vöhrenbach

Overige gemeenten
1. Brigachtal
2. Dauchingen
3. Gütenbach
4. Königsfeld im Schwarzwald
5. Mönchweiler
6. Niedereschach
7. Schonach im Schwarzwald
8. Schönwald im Schwarzwald
9. Tuningen
10. Unterkirnach

Alb-Donau-Kreis · Baden-Baden · Biberach · Bodenseekreis · Böblingen · Breisgau-Hochschwarzwald · Calw · Emmendingen · Enzkreis · Esslingen · Freiburg im Breisgau · Freudenstadt · Göppingen · Heidelberg · Heidenheim · Heilbronn (stad) · Landkreis Heilbronn · Hohenlohe · Karlsruhe (stad) · Landkreis Karlsruhe · Konstanz · Lörrach · Ludwigsburg · Main-Tauber-Kreis  · Mannheim · Neckar-Odenwald-Kreis · Ortenaukreis · Ostalbkreis · Pforzheim · Rastatt · Ravensburg · Rems-Murr-Kreis · Reutlingen · Rhein-Neckar-Kreis · Rottweil · Schwäbisch Hall · Schwarzwald-Baar-Kreis · Sigmaringen · Stuttgart · Tübingen · Tuttlingen · Ulm · Waldshut · Zollernalbkreis
Bad Dürrheim ·
Blumberg ·
Bräunlingen ·
Brigachtal ·
Dauchingen ·
Donaueschingen ·
Furtwangen im Schwarzwald ·
Gütenbach ·
Hüfingen ·
Königsfeld im Schwarzwald ·
Mönchweiler ·
Niedereschach ·
Schonach im Schwarzwald ·
Schönwald im Schwarzwald ·
St. Georgen im Schwarzwald ·
Triberg im Schwarzwald ·
Tuningen ·
Unterkirnach ·
Villingen-Schwenningen ·
Vöhrenbach